# Ottaria
Ottaria is een geslacht van vliesvleugeligen uit de familie Pteromalidae. De wetenschappelijke naam van dit geslacht is voor het eerst geldig gepubliceerd in 1974 door Hedqvist.

## Soorten
Het geslacht Ottaria is monotypisch en omvat slechts de volgende soort:
- Ottaria perplexa Hedqvist, 1974